# Markus Lemke
Markus Lemke (geboren 1965 in Münster) ist ein deutscher literarischer Übersetzer aus dem Ivrit und Arabischen.

## Leben
Lemke studierte Orientalische Philologie und Islamwissenschaften an der Ruhr-Universität Bochum und der Ain-Schams-Universität in Kairo. Er dolmetscht und übersetzt seit 1995 aus dem Hebräischen und Arabischen.
Lemke hat historische Sachbücher von Daniel Blatman, Yosef Hayim Yerushalmi, Shlomo Sand und Idith Zertal übersetzt, darunter die Biografie von Tom Segev über Simon Wiesenthal.  Er übersetzte epische Literatur von Leah Aini, Yossi Avni, Alon Hilu, Yoram Kaniuk, Dov Kimchi, Chaim Lapid, Dror Mishani, Eshkol Nevo und Joshua Sobol. Das Buch von Blatman über die Todesmärsche von KZ-Häftlingen in der Endphase des Nationalsozialismus stellte er 2013 in der Bundesrepublik selbst vor.
Im Jahr 2000 und erneut im Jahr 2004 erhielt Lemke den Hamburger Förderpreis für literarische Übersetzungen und im Jahr 2021 wurde ihm für die Übertragung des Romans Über uns von Eshkol Nevo der Deutsch-Hebräische Übersetzerpreis verliehen. Ebenfalls 2021 wurde ihm ein Hamburger Literaturpreis für die Übersetzung von Noa Yedlins Roman Anashim kamonu (Leute wie wir) zuerkannt.
Lemke lebt in Hamburg.